# Sielsowiet Łunna
Sielsowiet Łunna (biał. Лунненскі сельсавет, ros. Лунненский сельсовет) – sielsowiet na Białorusi, w obwodzie grodzieńskim, w rejonie mostowskim.

## Skład
W skład sielsowietu wchodzi 25 miejscowości:
| Polska nazwa miejscowości | Nazwa białoruska             | Nazwa rosyjska                | Typ jednostki osadniczej |
| ------------------------- | ---------------------------- | ----------------------------- | ------------------------ |
| Bohatyrowicze             | Багатырэвічы (Bahatyrewiczy) | Богатыревичи (Bogatyriewiczi) | wieś                     |
| Chomicze                  | Хамічы (Chamiczy)            | Хомичи (Chomiczi)             | wieś                     |
| Dubrowlany                | Дубраўляны (Dubraulany)      | Дубровляны (Dubrowlany)       | wieś                     |
| Gladowicze                | Глядавічы (Hladawiczy)       | Глядовичи (Gladowiczi)        | agromiasteczko           |
| Hruszauka                 | Грушаўка (Hruszauka)         | Грушевка (Gruszewka)          | wieś                     |
| Kamieńczany               | Камянчаны (Kamianczany)      | Каменчаны (Kamienczany)       | wieś                     |
| Kosiły                    | Касілы (Kasiły)              | Косилы (Kosiły)               | wieś                     |
| Kozejki                   | Казейкі (Kaziejki)           | Козейки (Koziejki)            | wieś                     |
| Kuchary                   | Кухары (Kuchary)             | Кухари (Kuchari)              | wieś                     |
| Kuczyce                   | Кучыцы (Kuczycy)             | Кучицы (Kuczicy)              | wieś                     |
| Łunna                     | Лунна (Łunna)                | Лунно (Łunno)                 | agromiasteczko           |
| Marcinowce                | Марцінаўцы (Marcinaucy)      | Мартиновцы (Martinowcy)       | wieś                     |
| Masztalery                | Машталеры (Masztalery)       | Машталеры (Masztalery)        | wieś                     |
| Mieszetniki               | Мяшэтнікі (Miaszetniki)      | Мешетники (Mieszetniki)       | wieś                     |
| Miniewicze                | Мінявічы (Miniawiczy)        | Миневичи (Miniewiczi)         | wieś                     |
| Nowosiółki                | Навасёлкі (Nawasiołki)       | Новосёлки (Nowosiołki)        | wieś                     |
| Podborzany                | Падбараны (Padbarany)        | Подбораны (Podborany)         | wieś                     |
| Poniżany                  | Паніжаны (Paniżany)          | Понижаны (Poniżany)           | wieś                     |
| Strzelce                  | Стральцы (Stralcy)           | Стрельцы (Strielcy)           | agromiasteczko           |
| Szczeczyce                | Шчэчыцы (Szczeczycy)         | Щечицы (Szczeczicy)           | wieś                     |
| Szczerbowicze             | Шчарбавічы (Szczarbawiczy)   | Щербовичи (Szczerbowiczi)     | wieś                     |
| Ułazy                     | Улазы (Ułazy)                | Улазы (Ułazy)                 | wieś                     |
| Zagórzany                 | Загараны (Zaharany)          | Загораны (Zagorany)           | wieś                     |
| Zaleski                   | Залескі (Zaleski)            | Залески (Zaleski)             | wieś                     |
| Żylicze                   | Жылічы (Żyliczy)             | Жиличи (Żyliczi)              | wieś                     |

## Historia
W okresie międzywojennym miejscowości sielsowietu należały w większości do gminy Łunna, jedynie wieś Pładowaja powstała na terenie folwarku Czerlona, leżącego w gminie Skidel.
Sielsowiet Łunna pierwotnie znajdował się w rejon grodzieńskim, jednak wraz z utworzeniem rejonu mostowskiego 6 stycznia 1965 r. sielsowiet znalazł się w nowo powstałym rejonie. 26 lutego 2013 do sielsowietu Łunna włączono sielsowiet Gladowicze (do 8 września 1975 r. funkcjonujący jako sielsowiet Bohatyrowicze).